# Hirokazu Sasaki
Hirokazu Sasaki (佐々木 博和 Sasaki Hirokazu?,  nacido el 16 de febrero de 1962 en Okayama) es un exfutbolista japonés. Jugaba de centrocampista y su último club fue el Cerezo Osaka de Japón.

## Trayectoria

### Clubes
| Club                | País  | Año         |
| ------------------- | ----- | ----------- |
| Matsushita Electric | Japón | 1980 - 1992 |
| Verdy Kawasaki      | Japón | 1992 - 1993 |
| Cerezo Osaka        | Japón | 1994 - 1995 |

## Palmarés

### Títulos nacionales
| Título             | Club                | País  | Año  |
| ------------------ | ------------------- | ----- | ---- |
| Copa del Emperador | Matsushita Electric | Japón | 1990 |
| Copa J. League     | Verdy Kawasaki      | Japón | 1992 |
| Copa J. League     | Verdy Kawasaki      | Japón | 1993 |
| J1 League          | Verdy Kawasaki      | Japón | 1993 |